# Stefaniola nucula
Stefaniola nucula är en tvåvingeart som beskrevs av Möhn 1971. Stefaniola nucula ingår i släktet Stefaniola och familjen gallmyggor.
Artens utbredningsområde är Algeriet. Inga underarter finns listade i Catalogue of Life.